# OpenSL ES
OpenSL ES (Open Sound Library for Embedded Systems) — многоплатформенный прикладной программный интерфейс для работы со звуком, разработанный специально для встраиваемых систем — смартфонов, планшетных компьютеров, игровых консолей и т. д. OpenSL ES разработан и продвигается консорциумом Khronos Group. Предоставляет возможность обрабатывать как монофонические так и стереофонические звуковые сигналы. Предназначен для разработчиков приложений и игр на мобильных устройствах. Написан на языке программирования C.

## Обзор
Основные возможности, которые предоставляет интерфейс OpenSL ES:
- Воспроизведение и запись звука
- Воспроизведение объёмного звучания
- Настройки музыкальных эффектов, включая усиление низких частот
- Поддержка интерактивной музыки и рингтонов с использованием форматов SP-MIDI, Mobile DLS, Mobile XMF
- Очереди буферов с аудиоданными

## Принципы создания
Несмотря на то, что OpenSL ES написан на «C», он использует принципы ООП для создания, инициализации, наполнения структур данных. Объектная модель является общей с другим распространенным программным интерфейсом для работы со звуком под названием OpenMAX, поэтому производители звуковых устройств сами выбирают под какой интерфейс имплементировать программное обеспечение. Оба интерфейса предоставляют широкий инструментарий для работы со звуком. Главной задачей OpenSL ES является создание простого и понятного интерфейса разработчикам приложений для мобильных устройств с такими расширенными возможностями, как поддержка объёмного звучания, а также лёгкость портирования на другие операционные системы.

## Профили применения
Чтобы избежать разделения, OpenSL ES имеет 3 основных профиля настроек:
- Телефон
- Музыка
- Игры

Каждый профиль создан с учётом потребностей возложенных на конкретное устройство, и имеет свой набор функционала, который целесообразен в данном устройстве. Производитель звуковых устройств сам определяет для какого из профилей или набора профилей совместимо устройство. Приложение может отправить запрос на то, какой профиль может быть использован на данном устройстве, в зависимости от этих профилей разработчики приложений или игр могут выбрать под какой профиль имплементировать свой функционал.

## Спецификации
- OpenSL ES 1.0 Спецификация Архивная копия от 5 февраля 2016 на Wayback Machine выпущена 24 марта 2009 года.[1]
- Версия с незначительными изменениями 1.0.1 выпущена 24 сентября 2009 года.
- OpenSL ES 1.1 Спецификация Архивная копия от 5 февраля 2016 на Wayback Machine выпущена 18 января 2011 года.[2]